# Elecciones provinciales de Entre Ríos de 1950
Las elecciones generales de la provincia de Entre Ríos de 1950 tuvieron lugar el domingo 5 de marzo del mencionado año con el objetivo de elegir al Gobernador y al Vicegobernador, renovar los 31 escaños de la Cámara de Diputados, y los 14 escaños departamentales del Senado Provincial, conformando los poderes ejecutivo y legislativo para el período especial 1950-1952, que se había visto acortado por la reforma constitucional argentina de 1949. Fueron las segundas elecciones provinciales entrerrianas bajo el gobierno peronista, y las decimoquintas desde el establecimiento del sufragio secreto en el país.
El candidato del Partido Peronista (PP), Ramón Albariño, obtuvo una aplastante victoria con el 55.65% de los votos contra el 36.63% de Silvano Santander, de la Unión Cívica Radical (UCR), el 6.67% de Saturnino Bilbao, del Partido Demócrata Nacional (PDN), y el 1.05% de Guillermo Bonaparte, del Partido Socialista (PS). Simultáneamente, y gracias al sistema electoral de "mayoría de dos tercios automática" implementado por el gobierno saliente de Héctor Domingo Maya, el oficialismo peronista obtuvo 21 de los 31 escaños al ser el partido más votado, seguido por 8 de la UCR y 2 del PDN, sin que los socialistas pudieran obtener bancas. En el Senado Provincial, el Partido Peronista triunfó en casi todos los departamentos, con la única excepción de Victoria, donde la UCR se impuso por un muy estrecho margen. La participación fue del 69.56% del electorado, aunque debido a que se usó el padrón de las elecciones legislativas de 1948, algunos de los votantes inscritos ya habían fallecido o estaban inhabilitados, por lo que sus nombres fueron remarcados y no contaron en la elección (sin dejar de estar registrados como votantes).
Los cargos electos asumieron el 4 de junio. Albariño no se presentó a la reelección en noviembre de 1951, por lo que solo gobernó dos años.

## Resultados

### Gobernador y Vicegobernador
|  | 55,65 % |

|  | 36,63 % |

|  | 6,67 % |

|  | 1,05 % |

|  | 97,02 % |

|  | 2,98 % |

|  | 100 % |

|  | 69,56 % |

### Cámara de Diputados
|  | 54,88 % |

|  | 37,13 % |

|  | 6,92 % |

|  | 1,07 % |

|  | 97,02 % |

|  | 2,98 % |

|  | 100 % |

|  | 68,54 % |

### Cámara de Senadores
|  | 57,37 % |

|  | 34,56 % |

|  | 6,73 % |

|  | 1,34 % |

|  | 97,95 % |

|  | 2,35 % |

|  | 100 % |

#### Resultados por departamentos
|  | 46,01 % |

|  | 39,92 % |

|  | 14,07 % |

|  | 100 % |

|  | 0,00 % |

|  | 100 % |

|  | 60,20 % |

|  | 37,96 % |

|  | 1,53 % |

|  | 0,30 % |

|  | 97,96 % |

|  | 2,04 % |

|  | 100 % |

|  | 53,80 % |

|  | 38,11 % |

|  | 6,95 % |

|  | 1,14 % |

|  | 97,79 % |

|  | 2,21 % |

|  | 100 % |

|  | 44,59 % |

|  | 42,11 % |

|  | 13,30 % |

|  | 97,92 % |

|  | 2,08 % |

|  | 100 % |

|  | 53,92 % |

|  | 36,81 % |

|  | 9,27 % |

|  | 97,36 % |

|  | 2,64 % |

|  | 100 % |

|  | 52,63 % |

|  | 40,20 % |

|  | 7,16 % |

|  | 97,15 % |

|  | 2,85 % |

|  | 100 % |

|  | 61,28 % |

|  | 28,78 % |

|  | 9,73 % |

|  | 0,21 % |

|  | 97,13 % |

|  | 2,87 % |

|  | 100 % |

|  | 54,48 % |

|  | 32,02 % |

|  | 13,24 % |

|  | 0,27 % |

|  | 99,99 % |

|  | 0,01 % |

|  | 100 % |

|  | 55,39 % |

|  | 38,60 % |

|  | 6,01 % |

|  | 96,80 % |

|  | 3,20 % |

|  | 100 % |

|  | 59,95 % |

|  | 35,63 % |

|  | 3,24 % |

|  | 1,17 % |

|  | 97,20 % |

|  | 2,80 % |

|  | 100 % |

|  | 62,36 % |

|  | 37,64 % |

|  | 95,05 % |

|  | 4,95 % |

|  | 100 % |

|  | 82,72 % |

|  | 15,97 % |

|  | 1,31 % |

|  | 95,35 % |

|  | 4,65 % |

|  | 100 % |

|  | 36,17 % |

|  | 35,55 % |

|  | 28,28 % |

|  | 100 % |

|  | 0,00 % |

|  | 100 % |

|  | 52,18 % |

|  | 43,75 % |

|  | 3,06 % |

|  | 1,01 % |

|  | 97,46 % |

|  | 2,54 % |

|  | 100 % |